# Lapinsaari (ö i Finland, Norra Karelen, Joensuu)
Lapinsaari är en ö i Finland. Den ligger i sjön Viinijärvi och i kommunen Libelits i den ekonomiska regionen  Joensuu ekonomiska region  och landskapet Norra Karelen, i den sydöstra delen av landet, 400 km nordost om huvudstaden Helsingfors. Öns area är 1,05 kvadratkilometer och dess största längd är 2,7 kilometer i nord-sydlig riktning.